# Kahei Takadaya
Kahei Takadaya (jap. 高田屋嘉兵衛 Takadaya Kahei; ur. 1769, zm. 1827) – japoński kupiec i eksplorator.

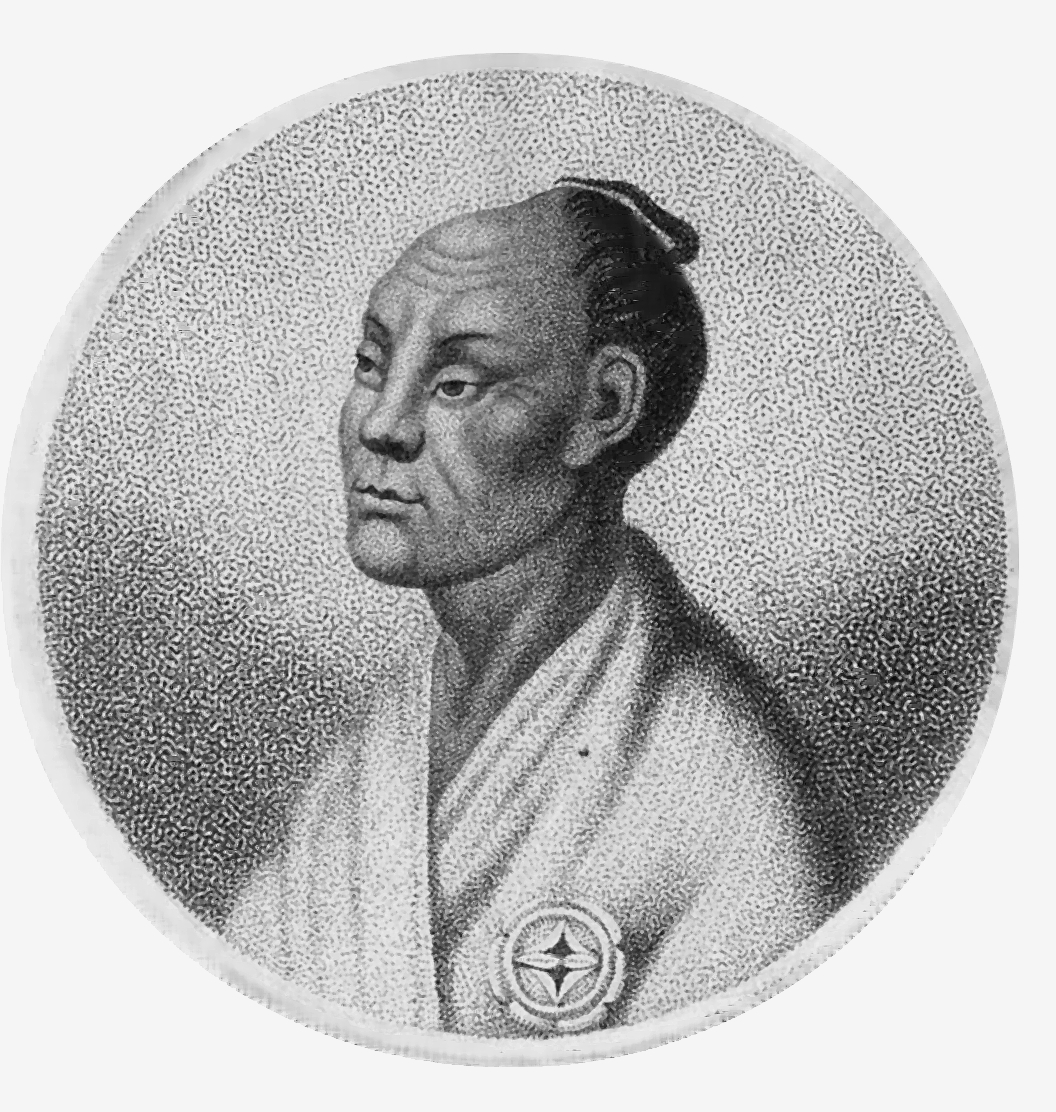
Kahei Takadaya

Od 1792 roku prowadził działalność handlową w regionie wyspy Hokkaido, w 1798 roku zakładając przedsiębiorstwo w Hakodate. Władze w Edo, wykorzystując jego doświadczenie i znajomość terenu, powierzyły mu misję zbadania Kurylów i ustalenia stałych połączeń handlowych. W 1801 roku za swoje zasługi został nagrodzony nazwiskiem i prawem do noszenia miecza. Występował z ramienia siogunatu jako agent ds. żeglugi i łowisk na obszarach północnych.
W 1812 roku został pojmany przez Rosjan i uwięziony na Kamczatce. Był to odwet za aresztowanie przez Japończyków rok wcześniej na wyspie Kunashiri i internowanie w Matsumae odbywającego podróż na statku Diana rosyjskiego kapitana Wasilija Michajłowicza Gołownina. Uwolniono go w 1813 roku w ramach wymiany więźniów.